# Нікій I
Нікій I Сотер (Рятівник) (*Νικίας, д/н — бл. 85 до н. е.) — індо-грецький цар у Паропамісадах в 90 до н. е.—85 до н. е. роках.

## Життєпис
Походив з династії Євтидемідів. Стосовно батьків та родинних зв'язків відсутні відомості. Є гіпотеза щодо належності Нікія до нащадків царя Менандра I, але це непевно. Також розходяться думки стосовно період володарювання: 135—125 або 90-85 роки до н. е. Втім більшість вчених дотримуються останньої гіпотези.
Напевне став панувати після царя Феофіла I, з яким деякий час був співволодарем (можливо з 100 до н. е.). За його самостійне правління володіння значно зменшилися — він контролював лише нижню частину Кабульської долини та Гіндукуш. Втім існує гіпотеза, за якою Нікій не належав до династії, був узурпатором, боровся проти Архебія та Менандра II, намагаючись об'єднати Індо-грецьке царство. Наслідував Гермей I.
Відомі численні срібні та бронзові тетрадрахми цього царя. Вони наслідувати аттичний стиль. Зображувався сам цар (пішачи або кіннотно), на звороті Афіна (на срібних) та Зевс або дельфін (на бронзових). Знайдено також монету із зображенням Посейдону з якорем, що на думку значної кількості дослідників є свідченням перемоги військ Нікія I на річці Джелам.